# Messianisme
Le messianisme, sur le plan religieux, est la croyance en un messie, un sauveur ou rédempteur. Les religions ont souvent un concept de messie, comme la figure du Saoshyant dans le zoroastrisme, le messie juif, le Christ du christianisme, Îsâ (Jésus de Nazareth) dans l'islam, l'avatar Kalki hindou et le maitreya bouddhiste.

## Histoire
Le nom messie en français (en arabe Massih, en anglais Messiah) vient de l'hébreu מָשִׁיחַ, mashia'h, qui signifie l'oint, c'est-à-dire la personne consacrée par le rite de l'onction, réalisée par un prophète de Dieu.
Dans la Bible, les rois Saül puis David sont oints par Samuel.
En grec, on le nomme Christ, Χριστός, Christós, qui signifie « oint », traduction du terme hébraïque de mashia'h.
Dans le Coran, livre sacré des musulmans, le terme de Massih fait obligatoirement référence à Jésus Issa défini comme « un Don » et un « fils pur », annoncé par l'ange Gabriel qui apparut à Marie (mère de Jésus). A la sourate 19 (Maryam) : v19 - Il dit : « Je suis en fait un Messager de ton Seigneur pour te faire don d'un fils pur ». C'est un prophète de l'islam de grande importance, mentionné à plusieurs reprises dans le Coran.
Le terme « messie », dans les deux dernières grandes religions monothéistes, invoque le passé et le futur.
Le passé pour la vie du Messie en tant que prophète et messager. 
Et le futur pour son Retour sur terre afin de combattre son usurpateur.
Les chrétiens et les musulmans reconnaissent Jésus comme étant le Messie.
Dans le zoroastrisme (une religion qui est née vers la seconde moitié du IIe millénaire av. J.-C), il y a également une croyance en une figure messianique : le Saoshyant.

## Les différents types de messianisme
- Zoroastriens, croient en la figure eschatologique messianique du sauveur que l'on nomme Saoshyant qui provoque le Frashokereti, la "Rénovation finale" du monde dans laquelle le mal est finalement détruit. Le terme a été contracté pour Soshans dans la tradition zoroastrienne et en est venu à s'appliquer à trois figures de sauveurs qui ont été prophétisées pour provoquer progressivement la rénovation finale.
- Juifs, adhérant au messianisme juif, croient au retour du prophète Élie[3] ainsi qu'à l'avènement du Messie. À ne pas confondre avec le judaïsme messianique, qui appartient au christianisme évangélique, non reconnu par le judaïsme.
- Chrétiens, adhérant à l'eschatologie chrétienne, croient que Jésus de Nazareth est le Messie, qui a vécu au Ier siècle, et croient à son second avènement, précédé de la venue de deux témoins (Élie et Hénoch)[4].
- Musulmans, adhérant à l'eschatologie islamique, croient au second avènement de Îsâ (Jésus de Nazareth) ainsi que de l'imam Mahdi
- Hindouistes, croient en l'avènement de l'avatar Kalki.
- Bouddhistes, adhérents aux courants theravāda et mahāyāna croient en l'avènement de Maitreya.
- Maitreyistes, adhérents d'un courant syncrétique chinois actif du VIe au XIVe siècle, voyaient aussi en Maitreya un sauveur mais dans un système de croyances différent du bouddhisme orthodoxe.

### Rébellions messianiques
- Révolte de Bar Kokhba
- Guerre de Canudos
- Guerre du Contestado
- Liste des prétendants juifs à la messianité